# John Gayle (Politiker)

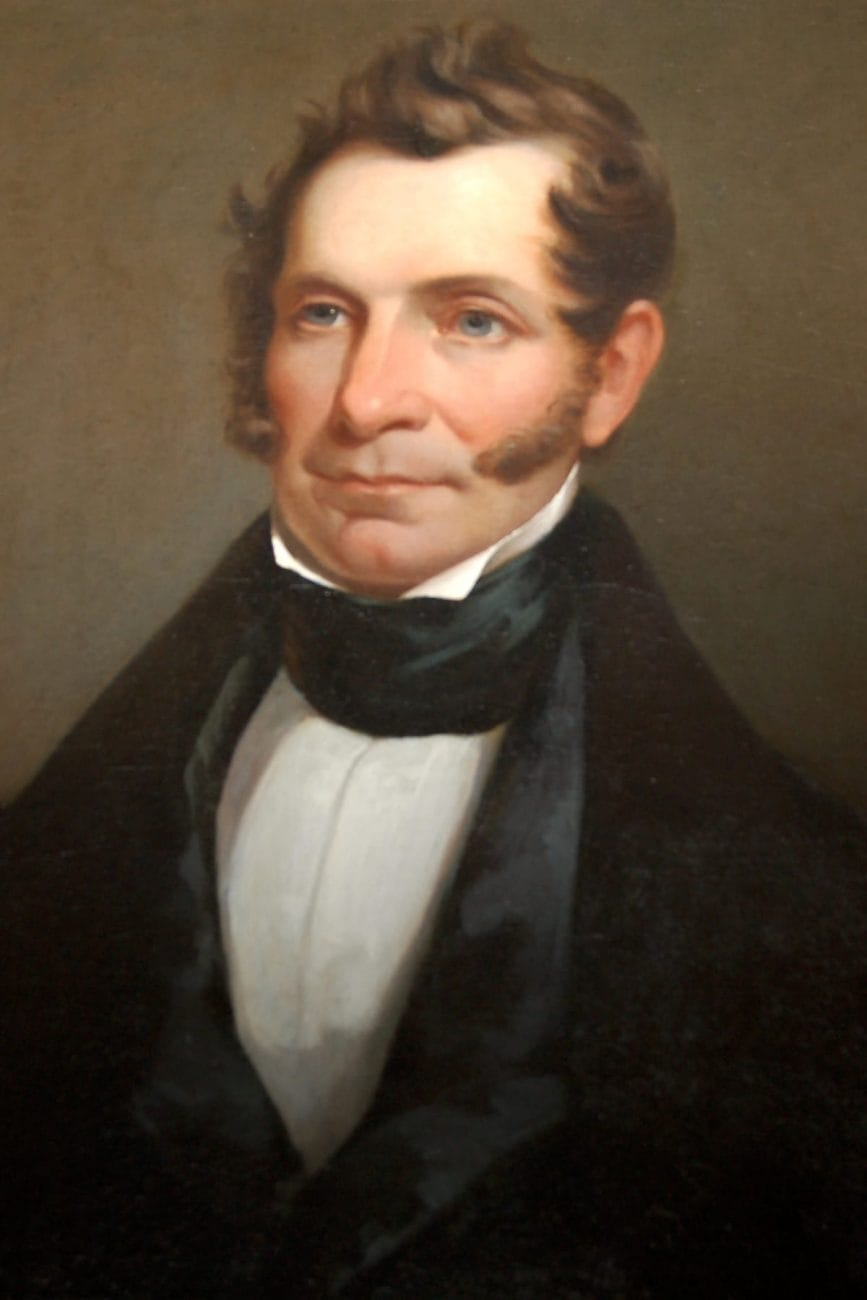
John Gayle

John Gayle (* 11. September 1792 in Sumter, South Carolina; † 21. Juli 1859 in Mobile, Alabama) war ein US-amerikanischer Jurist und Politiker (Demokratische Partei). Er gehörte als Vertreter Alabamas dem US-Repräsentantenhaus an und war der siebte Gouverneur dieses Bundesstaates.

## Frühe Jahre und politischer Aufstieg
John Gayle, Sohn von Matthew und Mary Gayle, besuchte die Newberry Academy und graduierte 1813 am South Carolina College. Im gleichen Jahr zog er in das Monroe County im Alabama-Territorium, studierte Jura und erhielt 1818 seine Zulassung als Anwalt. Danach eröffnete er eine eigene Kanzlei in Mobile. Gayle entschloss sich 1817, eine politische Laufbahn einzuschlagen. Zu dieser Zeit wurde er Mitglied des Alabama Territorial Council. Anschließend wurde er 1819 zum Solicitor des ersten Gerichtsbezirks von Alabama gewählt. Später war er auch Mitglied des Repräsentantenhauses von Alabama zwischen 1822 und 1823. Dort vertrat er das Monroe County. Anschließend wurde er 1823 Richter im 3. Gerichtsbezirk. Diese Tätigkeit übte er dann bis 1828 aus, als er an den Alabama Supreme Court berufen wurde. Er legte jedoch ein Jahr später das Amt nieder, um den Sitz im Parlament von Alabama anzutreten, wo er bis 1831 Speaker war. Er repräsentierte das Greene County.

## Gouverneur von Alabama
Bei den Wahlen von 1831 für das Amt des Gouverneurs von Alabama trat er als Gegner der Nichtigerklärung hervor, ein vorrangiger Kernpunkt bei der Wahl. Daraufhin wurde er am 1. August 1831 zum Gouverneur gewählt, wobei er sich mit 55:31 Prozent gegen den Nationalrepublikaner Nicholas Davis durchsetzte. Seine Vereidigung fand am 26. November 1831 statt. Während seiner Amtszeit wurden neun neue Countys geschaffen, die erste Eisenbahnlinie wurde fertiggestellt, die Staatsbank wurde vergrößert und das Parlament gründete die erste Baumwollfabrik. 1832 wurde der Vertrag von Cusseta unterzeichnet, der den Creek-Indianern neues Land westlich des Mississippi verschaffte. Es kam jedoch zu Gewaltausbrüchen, als Bundesmarshals versuchten, die weißen Siedler vom Indianerland zu entfernen. Gayle machte nochmals deutlich, dass die Räumung durchgeführt werde und der Staat Vorrang bezüglich der Übertragung von Land in seinem Territorium habe. Während dieser Auseinandersetzung gewann Gayle die Wiederwahl ohne Gegenkandidaten. Er trat seine zweite Amtszeit an und behielt den Posten bis zum 21. November 1835.

## Kongressabgeordneter und Bundesrichter
Nachdem er sein Amt niedergelegt hatte, fungierte Gayle 1836 und 1840 als Mitglied des Electoral College bei den Präsidentschaftswahlen. Zwischen 1847 und 1849 saß er für den ersten Wahlbezirk von Alabama im Kongress. Anschließend war er von 1849 bis 1859 als Richter am Bundesbezirksgericht für Alabama tätig. Er verstarb am 21. Juli 1859 und wurde auf dem Magnolia Cemetery in Mobile beigesetzt. Gayle war zwei Mal verheiratet und zwar mit Sarah Ann Haynsworth und Clarissa Stedman Peck. Das Ergebnis dieser Verbindungen waren zehn Kinder.